# 清風荘
清風荘（せいふうそう）は、京都市左京区田中にある歴史的建造物及び日本庭園。所有者は国立大学法人京都大学。西園寺公望の別邸として造られたもので、小川治兵衛による日本庭園と「数寄屋造り」の主屋、茶室等の付属建物から成る。1944年に京都帝国大学へ寄贈され、2012年に主屋などの建造物12棟が重要文化財に指定された。

## 概要
清風荘の敷地には、江戸時代には徳大寺家の下屋敷「清風館」があった。1907年（明治40年）、この敷地は住友家15代当主の住友友純（15代吉左衛門、徳大寺公純の6男）に譲渡され、友純の実兄である西園寺公望の別邸として整備されることとなった。数寄屋造の主屋の建築工事は1910年（明治43年）に起工し、1912年（大正元年）に完成した。主屋の西に建つ「離れ」は1914年（大正3年）の建立。これらの建物の設計は二代八木甚兵衛が担当した。庭園は七代小川治兵衛の設計である。
敷地は東が狭く西が広い台形を呈し、敷地西辺の北寄りに正門を設ける。主要建物は敷地の西北寄りに建ち、正門の東に主屋、その東に「離れ」、これらの北側には東から西へ土蔵、納屋、詰所、附属屋が建つ。主屋の南方の庭園内には茶室、供待、第一中門、第二中門、袴付及び待合が建つ。茶室と供待は徳大寺家の「清風館」時代の江戸時代の建物である。主屋は近代和風住宅建築の代表作の一つであり、南側の今出川通りの拡幅によって敷地が削られてはいるが、付属建物や庭園を含めた屋敷構えが良好に保存されていて、文化遺産としての価値が高い。
2012年頃に抽選制の一般公開が行われたが、その後は行われておらず学内行事での使用に限られている。なお毎年10月頃に開催される「ホームカミングデイ」において卒業生を対象にした抽選制の特別公開が行われている。

## 文化財

### 名勝（国指定）
- 清風荘庭園

### 重要文化財（国指定）
- 清風荘12棟
  - 主屋
  - 離れ
  - 正門
  - 土蔵
  - 納屋
  - 詰所
  - 附属屋
  - 茶室
  - 供待
  - 第一中門
  - 第二中門
  - 袴付及び待合

## 所在地
- 京都府京都市左京区田中関田町

## 交通アクセス
- 京都市バス「百万遍」バス停下車
- 京阪鴨東線出町柳駅下車。